# ایستوبنویه
ایستوبنویه (انگلیسی: Istobnoye) یک شهرک در بخش گوبکینسکی استان بلگورود کشور روسیه است.